# Santa Claus Is Back in Town
"Santa Claus Is Back in Town" (Lit. "Santa Claus está de regreso en el pueblo") es una canción navideña escrita en 1957 por Jerry Leiber y Mike Stoller, y grabada por primera vez ese año por Elvis Presley  como tema de apertura del álbum de Navidad de Elvis titulado Elvis Christmas Album, el álbum navideño más vendido de todos los tiempos en Estados Unidos. La canción se ha convertido en un estándar navideño del rock and roll y rhythm and blues.
"Santa Claus Is Back in Town" se combinó con "Santa, Bring My Baby Back to Me" y se publicó como sencillo en el Reino Unido  al mismo tiempo que el lanzamiento del álbum en 1957. El sencillo alcanzó el puesto 7 en la lista de sencillos del Reino Unido en noviembre de 1957.  RCA volvió a publicar la canción como sencillo en vinilo de 45 RPM  primero en 1965 junto a "Blue Christmas" y luego en 1985, PB-14237B, junto con "Merry Christmas, Baby". En diciembre de 1980, la canción alcanzó el puesto # 41 en la lista de sencillos del Reino Unido manteniéndose en la lista por seis semanas. 
El sencillo "Blue Christmas"/"Santa Claus is Back in Town" alcanzó el puesto # 4 del Billboard Top Christmas Singles en diciembre de 1965  y fue certificado Platino por la RIAA en 1999 

## Lírica
Mientras es la Navidad y se encuentra nevando, el protagonista de la canción se refiere a su interés amoroso, una linda chica que ha sido buena con él, sugiriendo metafóricamente que asumirá el rol de Santa Claus y que regresará a la ciudad en un cadillac, para brindarle algún regalo. Con cierta ironía le indica que él no tiene trineo con renos, ni carga un saco en su espalda. También le sugiere que cuelgue sus lindas medias y baje las luces ya que Santa Claus descenderá a través de la chimenea. 

## Apariciones en álbumes
La canción apareció en el LP original de RCA Victor,el popular Elvis Christmas Album; la reedición del mismo en 1958, la reedición de RCA Camden de 1970, el lanzamiento en el Reino Unido de la versión de Camden, CDS 1155, la reedición de Pickwick de 1975 y la reedición de RCA Special Products de 1985. 
La canción también apareció en la compilación RCA Memories of Christmas de 1982, el álbum de BMG de 1994 If Every Day Was Like Christmas,  la colección BMG Christmas Peace de 2003  y el álbum de Navidad de BMG Elvis de 2006. La canción apareció en el álbum "Christmas Duets" de Presley de 2008 a dúo con Wynonna Judd. 
Por otro lado, la pieza es la pista de apertura del álbum de 2017 Christmas with Elvis and the Royal Philharmonic Orchestra.

## Músicos
- Elvis Presley – voz
- Scotty Moore – guitarra
- Bill Black – bajo
- D. J. Fontana – batería
- Dudley Brooks – piano
- Millie Kirkham and The Jordanaires (Gordon Stoker, Neal Matthews Jr., Hoyt Hawkins, y Hugh Jarrett) – coros

## Charts
| Charts (1957)                    | Posición alcanzada |
| -------------------------------- | ------------------ |
| UK Singles Chart                 | 7                  |
| Chart (1965)                     | Posición alcanzada |
| U.S. Billboard Christmas Singles | 4                  |

### Reedición de 1980
| Chart (1980)     | Posición alcanzada |
| ---------------- | ------------------ |
| UK Singles Chart | 41                 |

## Incorporación en bandas sonoras
- Iron Man 3 (2013) [14]
- Miracle on 34th Street (1994) [15]
- C.R.A.Z.Y. (2005) [16]
- The Long Kiss Goodnight (1996)
- Bad Santa 2 (2016) [17]
- The Christmas Chronicles (2018) [18]